# 普亞河
61°43′39″N 42°32′43″E / 61.72750°N 42.54528°E
普亞河是俄羅斯的河流，由阿爾漢格爾斯克州負責管轄，屬於瓦加河的左支流，河道全長172公里，流域面積約2,500平方公里，發源自北德維納河和奧涅加河的分水嶺。